# Michel Cadot
Pour les articles homonymes, voir Cadot.
Michel Cadot, né le 22 mai 1954 à Suresnes (Hauts-de-Seine), est un haut fonctionnaire français.
Préfet, plusieurs fois en poste territorial (Meuse, Martinique, Maine-et-Loire, Haute-Vienne, Ille-et-Vilaine, Bouches-du-Rhône), directeur de cabinet des ministres de l'Intérieur Michèle Alliot-Marie et Brice Hortefeux, il est préfet de police de Paris du 9 juillet 2015 au 19 avril 2017 puis préfet de Paris du 14 juin 2017 au 16 août 2020.
Depuis le 17 août 2020, il est délégué interministériel aux Jeux olympiques et paralympiques 2024 et délégué interministériel aux grands événements sportifs. De plus, depuis cette même date il est président de l'Agence nationale du sport.

## Biographie
Après des études secondaires au lycée Charlemagne à Paris, puis des classes préparatoires au lycée Henri-IV, il sort diplômé de l'ESSEC en 1975. Titulaire d'une maîtrise de droit de l'université Paris-Panthéon-Assas, il obtient le diplôme de l'Institut d'études politiques de Paris en 1977 (section service public). Il intègre l'École nationale d'administration en 1978 (promotion Voltaire, celle de François Hollande) et il en sort classé 20e sur 42 (voie administration économique).
À la sortie de l'ENA, il intègre le corps préfectoral. Il est affecté successivement dans l'Oise, en tant que sous-préfet, directeur de cabinet du préfet puis dans le Cantal, en tant que secrétaire général de la Préfecture. Il rejoint ensuite l'ambassade de France au Venezuela en 1985 en tant qu'attaché commercial, avant de revenir en France pour prendre un poste de sous-préfet d'arrondissement à Saint-Julien-en-Genevois. Il intègre ensuite le groupe Elf comme chargé de mission auprès du directeur du commerce international des transports maritimes, où il devient ensuite secrétaire général d'Elf Trading. Après ce passage dans un groupe côté (à contrôle public à l'époque), il prend le poste de sous-préfet de l'arrondissement de Béziers.
De juillet à décembre 1995, il assure les fonctions de directeur de cabinet de Raymond-Max Aubert, secrétaire d’État (RPR) chargé du développement durable, avant de prendre un poste de directeur à la DATAR. En 1998, il est nommé préfet de la Meuse puis assure successivement les fonctions de préfet de la Martinique et de préfet de Maine-et-Loire. En 2004, il est nommé directeur de cabinet de Dominique Bussereau, ministre (UMP) de l'Agriculture, de l'Alimentation, de la Pêche et de la Ruralité, avant d'être désigné comme conseiller auprès du Premier ministre, Dominique de Villepin (UMP) en 2006. Après un bref passage en tant que préfet de la Haute-Vienne ex officio préfet de la région Limousin à Limoges, il devient directeur de cabinet de la ministre de l'Intérieur Michèle Alliot-Marie (UMP).
En 2009, il prend le poste de préfet d'Ille-et-Vilaine ex officio préfet de la région Bretagne à Rennes, avant de devenir préfet des Bouches-du-Rhône ex officio préfet de la région Provence-Alpes-Côte d'Azur (PACA) en 2013 à Marseille.
De 2009 à 2013, il a été le président du conseil d'administration de l'Institut national des hautes études de la sécurité et de la justice.
Il est nommé préfet de police de Paris le 9 juillet 2015, succédant à Bernard Boucault. Il est en responsabilité lors de l'attentat du 13 novembre 2015. Il prend la décision  de confier l'assaut au Raid alors que  deux sections complètes du GIGN était prêtes à intervenir dans deux casernes de la Garde Nationale à proximité. Cette décision retardera d'une heure et demie l'assaut. Cette décision est prise sur des considérations administratives de compétences de ces deux corps d'interventions.
Il reste en poste jusqu'au 19 avril 2017, date à laquelle il est remplacé par Michel Delpuech, à la suite d'un accident de vélo. À l'automne 2016, il autorise la fermeture aux voitures de la voie sur berge Georges-Pompidou pour une période d’essai de six mois sous certaines conditions, notamment un suivi de son impact et de sa possible réversabilité.
Le 17 avril 2017, il chute tout seul d'un Vélib' à l'Île de la Cité, et se déboîte la hanche. L'accident le contraignant à être hospitalisé et diminué plusieurs semaines, il demande lui-même à être remplacé à ce poste prestigieux : « C'est un homme d'une valeur inestimable et d'une classe totale » le salue-t-on dans les services du Premier ministre. Le préfet de région Michel Delpuech lui succède dans ses fonctions de préfet de police de Paris le 19 avril 2017.
Patrick Strzoda est nommé préfet de Paris avec une prise de fonction au 16 mai 2017 pour succéder à Michel Delpuech, mais il n'exerce pas cette fonction en raison d'une nouvelle nomination en tant que directeur du cabinet du président de la République, Emmanuel Macron,. Aussi, le 14 juin 2017, Michel Cadot est-il nommé en conseil des ministres préfet de la région Île-de-France, préfet de Paris, succédant de facto à son remplaçant à la préfecture de police Michel Delpuech.
En septembre 2017, Michel Cadot saisit le tribunal administratif dans le cadre du marché du SIAAP concernant la station d'épuration des eaux de Valenton (d'un montant de près de 400 millions d’euros), attribué à Veolia alors que l'offre du concurrent Suez était 10 % moins chère que celle de son concurrent,.
Devant l'accumulation des travaux ferroviaires sur l'axe nord avant les Jeux olympiques de 2024, Michel Cadot coordonne un groupe chargé d'optimiser ces travaux. Le gouvernement se range aux arguments déployés par le préfet pour privilégier une date de mise en service reportée à fin 2025. En juin 2019, le préfet s'oppose au choix de la Société du Grand Paris de remettre en cause l'interopérabilité de la future ligne 15 du métro et appuie les élus locaux qui défendent le respect du schéma initial.
Il est nommé délégué interministériel aux Jeux olympiques et paralympiques 2024 le 22 juillet 2020, et délégué interministériel aux grands événements sportifs, à compter du 17 août suivant. Il doit occuper la fonction de délégué interministériel aux grands événements sportifs jusqu’au 22 décembre 2023 et celle de délégué interministériel aux jeux Olympiques et Paralympiques jusqu’au 31 décembre 2024, grâce à des décrets de prolongation et un article de loi pris pour son cas particulier,,,,.
Quelques jours avant la fin des Jeux paralympiques, il est nommé au cabinet du nouveau premier ministre Michel Barnier, où il est affecté aux questions régaliennes.

## Distinctions et honneurs

### Décorations françaises
- Grand officier de la Légion d'honneur (élévation par décret le 29 janvier 2025)[30]
  - Promu commandeur le 13 juillet 2019[31], il est fait commandeur le 12 novembre 2019[30].
  - Promu officier le 13 juillet 2010[32], il est fait officier le 17 novembre 2010[31].
  - Nommé chevalier le 11 avril 2001, il est fait chevalier le 5 juillet 2001[32].
- Commandeur de l'ordre national du Mérite  (promotion par décret le 20 novembre 2015[33], sans passer par le grade d'officier)
  - Nommé chevalier le 14 novembre 1996[34], il est fait chevalier le 22 janvier 1997[33].
- Officier de l'ordre du Mérite agricole
- Officier de l'ordre du Mérite maritime
- Médaille d'honneur de l'administration pénitentiaire, bronze au titre de « préfet de la Martinique » (2004)[35]

### Décoration étrangère
- Plaque (grand officier) de l'ordre de l'Aigle aztèque, en tant que préfet de la région Provence-Alpes-Côte-d'Azur ( Mexique, 2016)[36]

### Décoration internationales
- Ordre olympique échelon argent (Comité international olympique), le 12 août 2024[37].